# Eriodon mittenii
Eriodon mittenii là một loài rêu trong họ Brachytheciaceae. Loài này được Spruce ex Mitt. A. Jaeger mô tả khoa học đầu tiên năm 1878.